# Eustaquio Ilundáin y Esteban
Eustaquio Ilundáin y Esteban, španski rimskokatoliški duhovnik, škof in kardinal, * 20. september 1862, Pamplona, † 10. avgust 1937, Sevilja.

## Življenjepis
10. aprila 1886 je prejel duhovniško posvečenje.
14. novembra 1904 je bil imenovan za škof Orensa in 13. marca 1905 je prejel škofovsko posvečenje. Nadškof Seville je postal 16. decembra 1920.
30. marca 1925 je bil povzdignjen v kardinala in imenovan za kardinal-duhovnika S. Lorenzo in Panisperna.